# Coast Resort
Coast Resort est un groupe d'hôtels-casinos sis à Las Vegas, dans le Nevada. Il appartient lui-même au groupe Boyd Gaming.
Le groupe Coast Resort possède quatre hôtels-casinos à Las Vegas : 
- le Gold Coast hotel-casino,
- le Orleans hotel-casino,
- le Sam's Town hotel-casino,
- le Suncoast hotel-casino.